# Портрет Карађорђа (Зографски)
Портрет Карађорђа — слика Ђорђа Зографског, насликана 1932., која се налази у Музеју у Смедереву. Његове димензије су 40,5 х 24,0 см. Портрет Карађорђа је једини портрет Ђорђа Зографског који се налази у Музеју у Смедереву, датиран и потписан. 

## Опис
Портрет Карађорђа насликан је према старој руској литографији.
Зографски је насликао Карађорђа како седи на једној стени и гледа борбу са Турцима. Обучен је у народну ношњу, са дугом пушком у десној руци, капом у левој, мачем заденутим за појас и пиштољима. Истакнуте су битне особине портретисаног: високо чело, истакнути нос, стиснута уста, избочена брада, продорне очи – лице које зрачи унутрашњом снагом и одлучношћу.